# Stúdium Kiadó
Stúdium Kiadó Kolozsváron 1991-től működő könyvkiadó. Alapító-igazgatója Tőkés Elek. Működésének közel két évtizede alatt több mint 300 kiadványt jelentetett meg, elsődlegesen pedagógiai és a magyar nyelvű oktatásban használható segédkönyveket, tankönyveket, de mellettük helytörténeti, tudománynépszerűsítő műveket és gyermekirodalmat, újabban magyar szépirodalmat is.

## Működése
Az oktatásban az elemi és általános iskolák igényeinek kielégítésére ugyanúgy törekszik, mint amennyire figyelemmel van a líceumi oktatás szükségleteire. Egyik első kiadványsorozata a magyar irodalom háromkötetes antológiája volt K. Jakab Antal szerkesztésében, az újabbak közé tartozik Ambrus Ágnes és Bodó Anna líceumi magyar irodalom tankönyvsorozata, vagy Hunyadi Endre magyar irodalomtörténeti összefoglalója, Magyari Tünde irodalmi fogalomtára érettségizőknek. De jelentetett meg a magyar iskolai zeneoktatásban fontos kiadványokat (Nagy Ágnes Magdolna és Romocea Judit, illetve Halmos Katalin összeállításában), matematikai feladatgyűjteményt kisiskolásoknak (Czondi János, Szabó Éva), magyar–francia–román szótárt (Kabán Annamária), római katolikus valláskönyvsorozatot (szerzői Baróti László, Gál László, Nagy Gabriella, Tófalvi Emese). Egyébként a Stúdium Kiadó adja közre a Marton József szerkesztésében megjelenő Studia Theologica Transsylvaniensis c. tudományos közlönyt is.
A tanárok számára készült pedagógiai, oktatáselméleti és kommunikációs ismereteket kínáló sorozatban Ferenczi Gyula, Fodor László, Hunyadi Endre kötetei találhatók.
Az irodalom iránt érdeklődő nagyközönség előtt is sikeres kiadványa volt a Hantz-Lám Irén által összeállított Reményik-képeskönyv (A lámpagyújtogató), vagy az ugyancsak általa sajtó alá rendezett Lám Béla-levelezés és Lám Béla A körön kívül c. önéletrajzi visszaemlékezése, illetve Mózes Huba tanulmánykötete (A fáklyák már égnek. Erdélyiségről és irodalomról címmel). Kallós Zoltán gyűjtéseiből két könyvet is adott ki (Elindulék este guzsalyasba, Világszárnya), Sánta Ferenc egy novelláskötete (Isten a szekéren) mellett publicisztikájából is kínált egy válogatást (Nemzet, erkölcs, hatalom címmel).
Kolozsvári kiadó lévén különös érdeklődést tanúsít a helytörténeti munkák és szerzőik iránt. Kiadásában vált népszerűvé Gaal Györgynek a Házsongárdi temetőt bemutató, immár negyedik, bővített kiadásban megjelentetett könyve (Tört kövön és porladó kereszten), ugyancsak a kincses várost mutatták be különböző vonatkozásban Asztalos Lajos (Kolozsvár épített kincsei), Deák Árpád (Kolozsvári séták) vagy Vincze Zoltán (A kolozsvári Farkas utca) is. A város múltját egy-egy sajátos aspektusból elevenítette fel Máthé András Árpád (A második világháború tükröződése a kolozsvári közvéleményben. 1940–1944), Kolozsváry József (A világítótorony. A kolozsvári Református Kollégium és Leánygimnázium története). Ugyanitt jelent meg a Bolyai Tudományegyetem felszámolásának 50. évfordulójára a Fehér könyv az erdélyi magyar felsőoktatás kálváriájáról.
A környék természeti szépségeinek világába kalauzolnak el Ajtay Ferenc kötetei (Kolozsvár környékének kirándulóhelyei, Erdély természeti csodái), Nagyenyedet, Torockót és Torockószentgyörgyöt Hantz-Lám Irén, Dést Huber András ismerteti meg az olvasóval.
A Stúdium Kiadó könyveinek fokozatosan javuló kivitelét saját nyomdája biztosítja.